# Castellers del Riberal

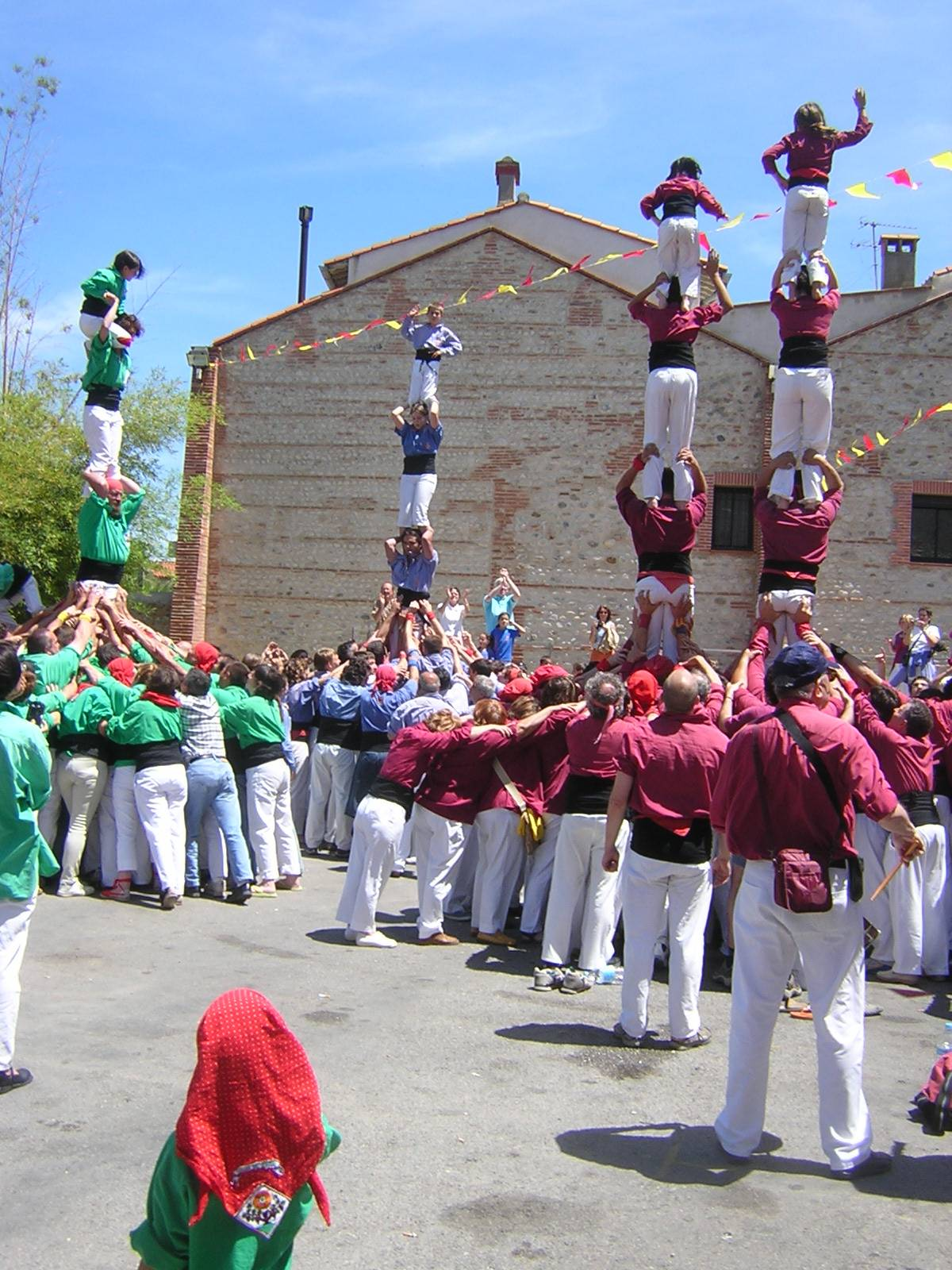
Les Castellers del Riberal (chemise verte) à Baho en 2005, avec les Castellers de Lleida et les Marrecs de Salt

Les Castellers del Riberal sont une colla (une équipe) castellera fondée en 1997 à Baho dans les Pyrénées-Orientales, un département de tradition catalane. C'est la première colla fondée en France. La couleur de sa chemise est verte et son mocador casteller (un carré ou bandana) est de couleur rouge. Cette colla a eu comme parrains les Castellers de Barcelona et les Castellers de l'Albera. De son côté, elle a parrainé les Angelets del Vallespir ou les Arreplegats . Son président est Bernat Casals et son cap de colla (chef technique ou entraineur) est Laura Pi.
Ils ont réussi les castells suivants : 4de7 avec agulla (en 2002, à Baho et à Millars), 3de7 (en 2002 à Olot et en 2001 à Baho), 4de7 (en 2010 à Baó et à Manresa, en 2001 à Millars et en 2008 à Badalone), pilar de 5 (plusieurs fois en 2010, en 2002 à Baó, en 2000 à Millars et en 1998 à Saint-Cyprien)
Ils participent régulièrement aux fêtes patronales de Perpignan, à la Féria de Millars, aux Diades Airenovenques, aux événements de Identi'CAT, etc.

## Histoire
En 1996 commencent les démarches pour créer une colla castellera et une autre de grallers à Baho, parrainée par la colla des Castellers de l'Albera, qui vient pour faire des démonstrations et pour aider aux premières répétitions.
En novembre 1997 la colla, formée par quatre-vingts personnes, est présentée comme Minyons del Riberal à la Diada, la fête patronale de la ville, et fait ses premiers châteaux à l'aide de la colla des Castellers de l'Albera. 
Le 15 juin 1997 la colla est renommée Castellers del Riberal et accompagne les Castellers de Barcelona et les Castellers de l'Albera à sa première "actuation" (performance) comme invités en une autre commune, à Toulouges.
En avril 1998 la colla compte déjà 165 membres et peut commencer à envisager de monter des castells plus élaborés.
En 2001 les Castellers del Riberal parrainent une nouvelle colla, les Angelets del Vallespir, dans le Vallespir (Pyrénées-Orientales), avec les Nens del Vendrell
En 2002 on peut parler de la consolidation de la colla qui réussit sont 16e castell, particulièrement élaboré, le 4de7 amb agulla.

## Organigramme
- Cap de colla: Laura Py

Deuxième cap de colla:  Sonia Jorio
- Cap de tronc: Joana

Deuxième cap de tronc: Rafael Renyé
- Cap de pinya: Jean-Louis Torres, Lionel Roquelaure, Bastien Pons

- Cap de canalla: Herve Pi

Aidé par: Mireia Para